# Danska ostindiska kompaniet

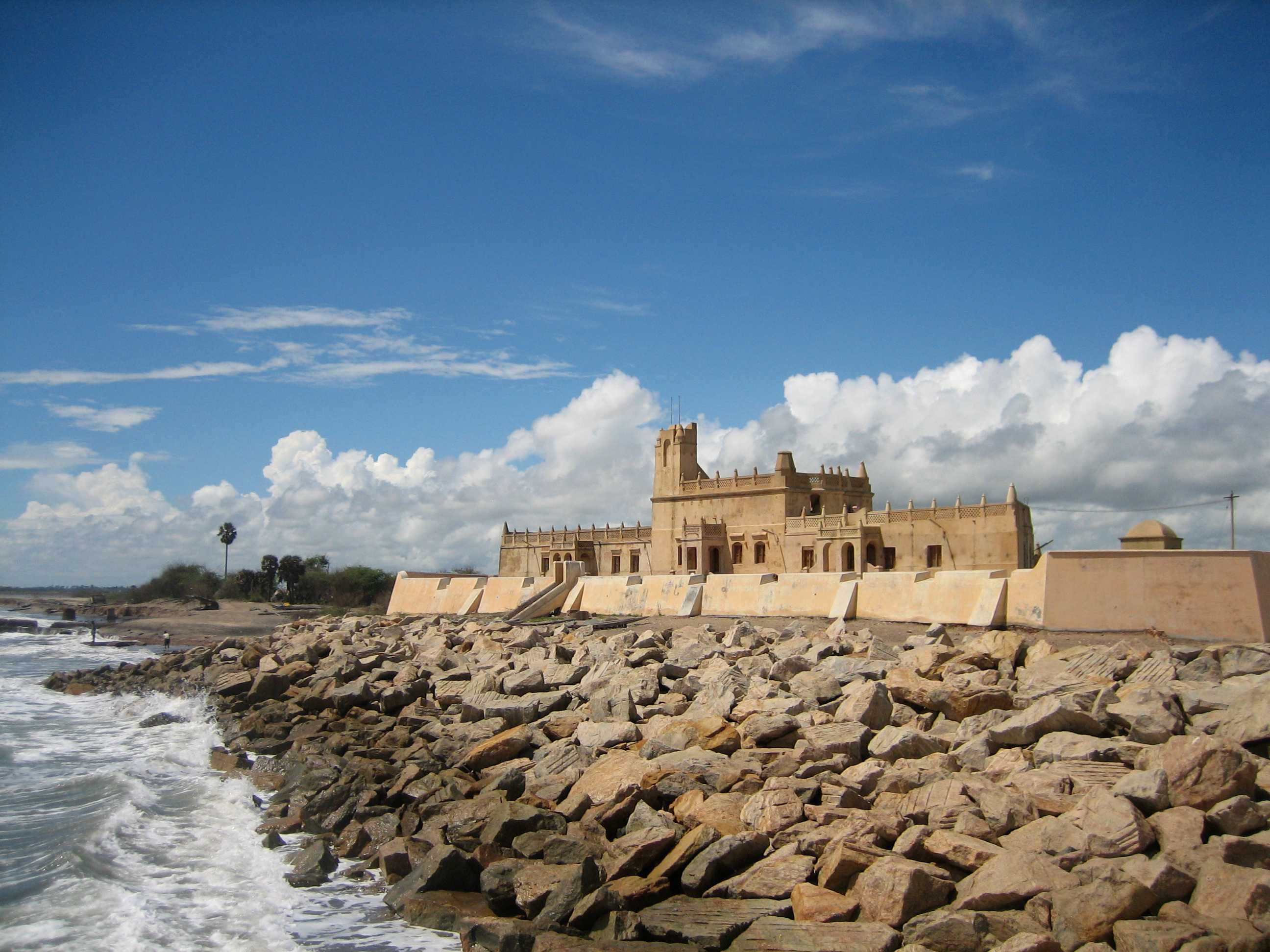
Fort Dansborg sett från kustsidan

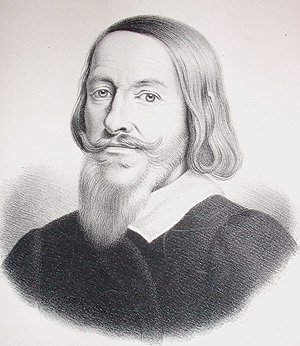
Ove Gjedde

Danska ostindiska kompaniet (danska: Dansk Ostindisk Kompagni), var ett danskt privilegierat handelskompani med handel på Asien.
Danska ostindiska kompaniet grundades i mars 1616. Initiativet kom från två holländare, Jan de Willum och Herman Rosenkrantz, vilka fick privilegium av kung Kristian IV och bidrag från den kungliga kassan. Bolagets huvudinriktning var handel med Indien. En första expedition med eskort av krigsskepp under befäl av Ove Gjedde, sedermera riksamiral, sändes ut i november 1618, vilket ledde till inköp av ett landområde på koromandelkusten och grundläggandet av den danska kolonin Tranquebar som stödjepunkt.
Bolaget bildades i merkantilistisk anda för att öka den danska handeln. Under samma tid tillkom ett isländskt kompani 1602 och ett grönländskt 1636. 
Verksamheten gick dåligt trots statligt stöd och var långa perioder nedlagd. På initiativ av den holländske köpmannen Josias van Asperen gjordes 1727 ett sista försök av få liv i bolaget genom att flytta en del av dess verksamhet till Altona, men detta misslyckades och bolaget lade i april 1729 ned sin handelsverksamhet och besittningarna i Indien överlämnades till den danska staten.
Den danska privilegierade utrikeshandeln med Asien återupptogs några år senare genom bildandet av Asiatisk Kompagni.